# Ludgeruskerk (Oldehove)

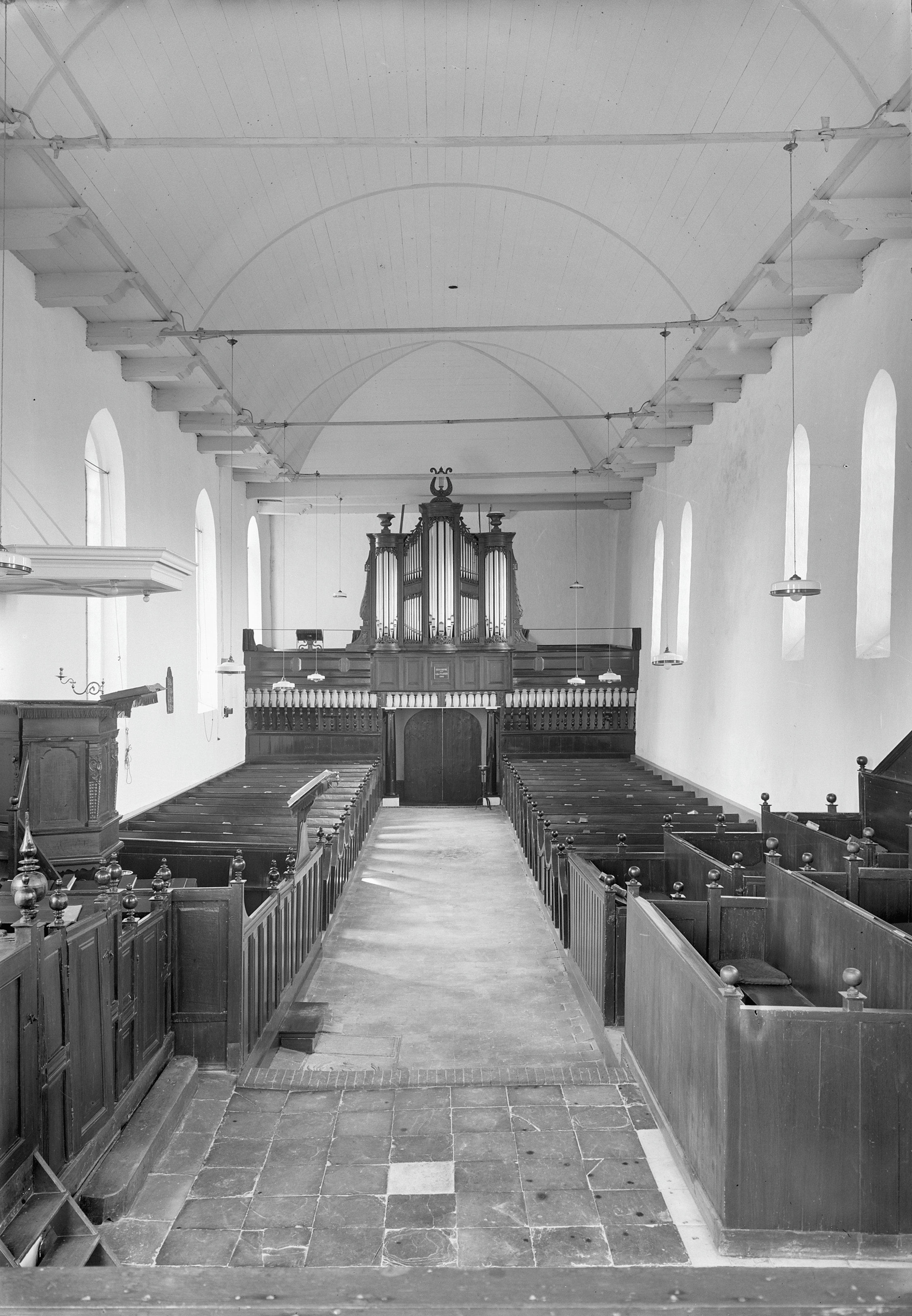
Interieur met Van Oeckelenorgel

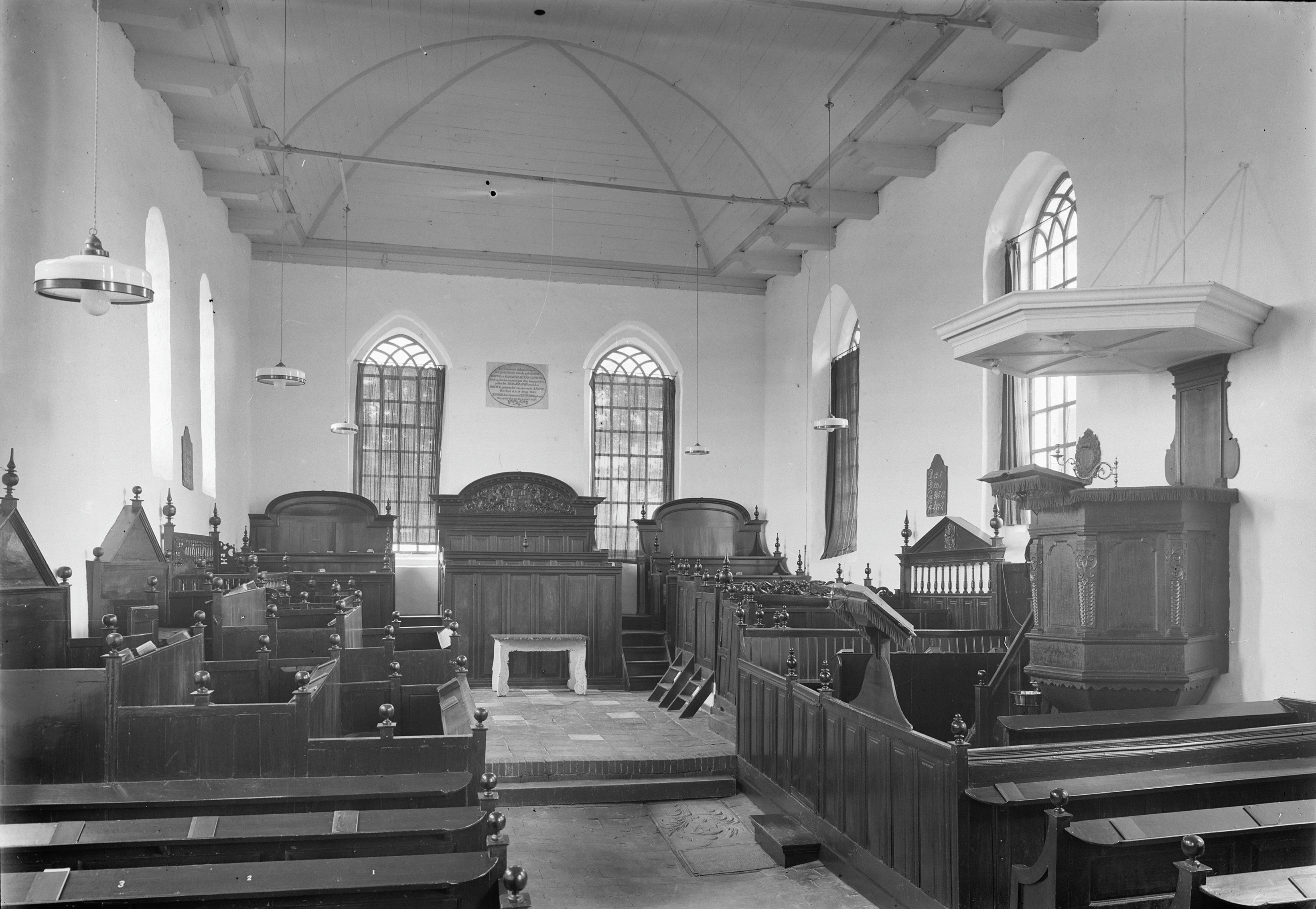
Preekstoel en herenbanken

De Ludgeruskerk of Liudgerkerk in Oldehove in het Groninger Westerkwartier is een romanogotisch bouwwerk uit de middeleeuwen, gewijd aan Liudger van Münster.

## Beschrijving
Het eenbeukige kerkgebouw is gebouwd in de 13e eeuw en was oorspronkelijk overwelfd. Aan de noordkant heeft de gevel vrijwel ongeschonden de eeuwen overleefd. De zadeldaktoren dateert uit de 15e eeuw. Kerk en toren zijn beide verbouwd in 1664, waarbij sloopmateriaal van het klooster Aduard werd gebruikt. Daarbij kreeg de toren een ingangsportaal in classicistische stijl.
De preekstoel en de herenbanken stammen uit de 17e eeuw. Onder de kerk bevinden zich twee grafkelders. Een daarvan bevat de graftombe voor de uit Wenen afkomstige gravin Margaretha von Cobentzel, de omstreeks 1730 overleden echtgenote van een lid van het geslacht Ripperda. Ook is er een gedenksteen voor Douwe en Aedsge Martens Teenstra, die de Ruigezandsterpolder in 1794 hebben drooggemaakt.
Het kerkorgel is in 1903 dankzij een particulier legaat geplaatst door de gebroeders Van Oeckelen uit Glimmen. Het werd in 1971 door Mense Ruiter gerestaureerd. Hij verving de lichtbruine kleur van de orgelkas door lichtgroen met goud-op-snee.   
De Hervormde gemeente in Oldehove (thans opgegaan in PKN Oldehove en Niehove) maakt gebruik van het kerkgebouw. Op 1 maart 2013 is de eigendom van de kerk overgedragen aan de Stichting Oude Groninger Kerken.